# 剣道女子
剣道女子（けんどうじょし）は、テレ朝チャンネル2で不定期に放送されているスポーツドキュメンタリー番組。

## 概要
多様な価値観が街中に溢れる現代社会の中で、日本古来の武の道を歩む女性剣士たち。日夜稽古に精励し、己と向き合い、凛とした雰囲気をまとう女性剣士たちの姿を紹介する剣道雑誌『剣道日本』の連載記事「剣道女子」とコラボレーションする形で、本番組では剣の道で自分を活かし、輝き続ける女性剣士たちを紹介している。
番組では有名無名を問わず、女性剣士の日常生活と道場での姿を追い、それぞれが持つ剣道への想い、人生への向き合い方などをドキュメンタリータッチで描く。

## 音楽
挿入歌
「花歩」
作詩 - 佐々木みお
作曲・編曲 - Wataru Sato/Gecko
歌唱：paw

### 放送日程
- 放送チャンネル：テレ朝チャンネル2

| 回数  | 放送日        | 放送時間           |
| ----- | ------------- | ------------------ |
| 第1回 | 2020年3月29日 | 14時00分～16時00分 |
| 第2回 | 2020年11月3日 | 19時00分～21時00分 |